# Artūras Gudaitis
Artūras Gudaitis (nascido em 19 de junho de 1993) é um jogador profissional de basquete da Lituânia, que atualmente joga pelo Zenit São Petersburgo da Liga Unida Russa e EuroLiga. Sua posição mais comum é de Ala/pivô 

## Carreira

### Início
Antes de iniciar sua carreira profissional, Gudaitis jogou no RKL com o LCC Klaipeda por uma temporada. Nas duas temporadas seguintes, ele jogou em NKL, e em sua última temporada, pelo BC Žalgiris-2 tendo ganhado uma medalha de bronze. Gudaitis foi tido como o jovem jogador mais promissor da liga no mesmo ano.
Sua posição mais comum é de Ala/pivô . Em 06 de agosto de 2013, Gudaitis assinou um contrato profissional com o BC Žalgiris por dois anos e foi levado para o roster principal do Žalgiris. Embora tenha sofrido com uma lesão no joelho na primeira metade da temporada, ele jogou contra o PBC Lokomotiv Kuban- no torneio da Euroliga , marcando 14 pontos com 6 rebotes. Gudaitis melhorou bastante durante a temporada regular, e foi chamado de fator-x na vitoriosa semi-final da LKL contra o BC Lietuvos Rytas.

### Seleção
Gudaitis representou a Lituânia no torneio juvenil Sub-18 na Polônia, em 2011. Sua equipe ficou em 5º lugar no torneio, onde Gudaitis marcou 11,3 pontos, pegou 6,2 rebotes e fez 1,4 bloqueio por jogo.